# Kai Wiedenhöfer

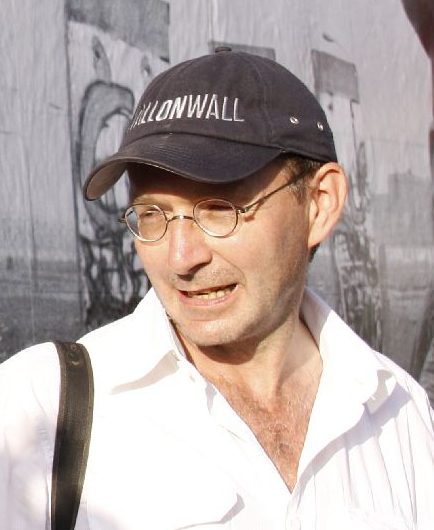
Kai Wiedenhöfer bei der Eröffnung seiner Ausstellung Wall on Wall (2013)

Kai Wiedenhöfer (* 3. März 1966 in Schwenningen; † 9. Januar 2024) war ein deutscher Fotojournalist.

## Leben
Kai Wiedenhöfer studierte an der Folkwang-Hochschule Essen-Ruhr "Editorial Design und Dokumentarfotografie" sowie in Damaskus, der Hauptstadt Syriens, Arabisch. Wiedenhöfer lebte, wenn er sich nicht berufsbedingt im Ausland aufhielt, in seiner Wahlheimat Berlin.

Wiedenhöfer dokumentierte Szenen aus den palästinensischen Gebieten über rund zwei Jahrzehnte. Seine Fotos veröffentlichte er in den Bänden Perfect Peace (2002), Wall (2007) und The Book of Destruction (2010). Über das letztere Buch schrieb Peter Beaumont in The Guardian:
„[Es] handelt zweifellos von Gewalt und dokumentiert in fast unerträglicher Detailtreue die Schäden, die der israelische Angriff auf den Gazastreifen im Jahr 2009 hinterlassen hat. Unbewohnte Bilder von zerstörten Gebäuden, die mit architektonischer Präzision fotografiert wurden, werden mit Porträts von ebenso zerstörten Menschen mit verstümmelten Gliedmaßen und vernarbten Körpern kontrastiert. Die Menschen schauen in die Kamera, in ihren eigenen Häusern sitzend.“
Wiedenhöfer fotografierte jahrzehntelang alle großen Trennungsmauern, darunter die Berliner Mauer, die israelische Mauer im Westjordanland, die Pufferzone zwischen dem griechischen und türkischen Teil von Zypern, die Grenzmauer zwischen Mexiko und den Vereinigten Staaten, die Mauern in Bagdad und in Belfast. Darüber sagte er:
„Eines der Dinge, die alle Mauern und Barrieren miteinander verbinden, ist das Beharren derjenigen, die sie errichten, darauf, dass jede Mauer einzigartig ist und dass man die verschiedenen Mauern nicht miteinander vergleichen kann, [...] Aber der Punkt, auf den ich hinaus will, ist ein anderer. Was all diese Mauern verbindet, ist ein Problem, das man nicht auf dem Verhandlungsweg lösen kann, also baut man eine Mauer und verschlimmert das Problem.“
Die Kombination aus dem Fall einer Mauer und dem Bau einer anderen inspirierte Wiedenhöfer zu "Wall on Wall", einer Ausstellung großer Bilder der israelischen Trennungsmauer auf den Überresten der Berliner Mauer in der East Side Gallery im Freien, und später zu drei Dutzend großen Bildern von Barrieren aus aller Welt, die auf den Friedenslinien in Belfast gezeigt wurden.
Im Jahr 2024 starb Wiedenhöfer im Alter von 57 Jahren beim Radfahren an einem Herzinfarkt.

## Auszeichnungen
Wiedenhöfer erhielt zahlreiche renommierte Preise:
- Carl-von-Ossietzky-Medaille 2016
- Kunstpreis Fotografie der Land Brandenburg Lotto GmbH 2010[9]
- Carmignac Gestion Photojournalism Award 2009 über den Gazastreifen
- Moving Walls Exhibition, Open Society Inst. of the Soros Foundation, New York, 2008
- Getty Grant 2005 für Dokumentarfotografie
- Fuji Euro Press Award, 2005.
- Deutscher Fotobuchpreis 2003 für sein Buch Perfect Peace
- Alexia Grant 2002 (Alexia Grant for Cultural Understanding and World Peace)
- World Press Photo Award 2002 und 2004
- Leica Medal of Excellence 2002
- W.-Eugene-Smith-Preis für humanistische Fotokunst 2002
- Hansel-Mieth-Preis für Fotoreportage 1998
- World Press Masterclass in Amsterdam 1995
- International Prize for Young Fotojournalists of Agfa and Bilderberg 1995

## Bildbände (Auswahl)
- Perfect Peace : The Palestinians from Intifada to Intifada. Steidl Verlag, Göttingen 2003 ISBN 3-88243-814-2.
- Wall. Steidl Verlag. Göttingen 2007 ISBN 978-3-86521-117-0.
- Checkpoint Huwara. mit Karin Wenger, Neue Zürcher Zeitung Verlag, 2008, ISBN 978-3-7205-3077-4.
- The Book of Destruction. Steidl Verlag, Göttingen 2010, ISBN 978-3-86930-207-2.
- Confrontier. Steidl Verlag, Göttingen 2013, ISBN 978-3-86930-550-9.
- Wall and Peace. Steidl Verlag, Göttingen 2025, ISBN 978-3-95829-571-1.

## Ausstellungen
- 2013: Wall on Wall. 36 Panoramen, 3 × 9 m auf sieben Mauerresten, insgesamt 364 m auf der Berliner Mauer West Side Gallery, Mühlenstraße, Berlin

- 2010: Gaza - The Book of Destruction, Einzelausstellung im Musée d’Art Moderne de la Ville de Paris.